# Косцелецкий, Ян Януш (ум. 1564)
Ян Януш Косцелецкий (1524 — 8 декабря 1564) — государственный деятель Польского королевства, каштелян быдгощский (с 1543 года), староста накловский (1545) и быдгощский (1545), воевода бжесць-куявский (1550—1553), генеральный староста Великопольской (1552—1564), воевода серадзский (1553—1564), староста драгимский (с 1562 года).

## Биография
Представитель польского шляхетского рода Косцелецких герба «Огоньчик». Сын воеводы иновроцлавского, бжесць-куявского и ленчицкого Яна Януша Косцелецкого (1490—1545) от первого брака с Катажиной Памповской. Братья — Станислав, Анджей, Станислав и Лукаш.
Родился в родовом имении Косцелецких — Косцельце под Иновроцлавом. Вместе со старшим братом Анджеем в 1536—1537 годах учился в университете Виттенберга.
Быходец из богатой и влиятельной магнатской семьи, что способствовало росту его политической карьеры. В сентябре 1543 года Ян Януш Косцелецкий получил должность каштеляна быдгощского. В 1545 году с согласия польского короля отец передал ему во владение накловское староство. С января 1545 года вместе со старшим братом Анджеем владел быдгощским староством. 27 июля 1550 года Ян Януш Косцелецкий был назначен воеводой бжесць-куявским, осенью 1552 года получил должность генерального старосты Великой Польши, а в марте 1553 года становится воеводой серадзским. В 1562 году Ян Януш Косцелецкий купил староство драгимское.
Ян Януш Косцелецкий пользовался доверием польского короля Сигизмунда Августа, который интересовался его мнением по различным вопросам. В июле 1556 года был назначен ответственным за подготовку польской армии для военных действий против Ливонского ордена. На случай передвижения немецких наемников из Германии в Ливонию через территорию Великопольши Ян Януш Косцелецкий просил польского короля дать разрешение на сбор дворянского ополчения.
Воевода серадзский Ян Януш Косцелецкий был одним из главных противником Эгзекуцийного движения в Польше. На петркувском сейме 1563—1564 годов он выступал против конфискации в пользу короны магнатских имений. На этом сейме шляхты стала жаловаться на действия Яна Януша Косцелецкого, который самовольно захватывал ближайшие к своим владениям дворянские имения. По королевскому приказу он должен был вернуть обратно их владельцам все захваченные села. Также Сигизмунд Август назначил ревизию родовых владений Косцелецких.
Ян Януш Косцелецкий был ревностным католиком, но толерантно относился к инноверцам. После выхода парчевского эдикта в 1654 году, в котором призывалось к изгнанию из Польши всех инноверцев, воевода серадзский Ян Януш Косцелецкий стал энергично его реализовывать. На предсеймовом сеймике в Сьроде-Велькопольской дело дошло до столкновения с протестантами, коорое едва не превратилось в вооруженную борьбу.
8 декабря 1564 года Ян Януш Косцелецкий скончался в Познани, был похоронен в семейной усыпальнице в имении Косцельце под Иновроцлавом.

## Семья
В 1541 году женился на Гертруде Данаберской (ум. 1573), от брака с которой имел четырёх сыновей и четырёх дочерей:
- Станислав Косцелецкий (ум. 1583), староста драгимский и накловский
- Ян (Януш) Косцелецкий (1544—1600), каштелян беховский (1572), мендзыжечский (1582), староста быдгощский (1565) и гневковский
- Анджей Косцелецкий (ок. 1554—1599/1601), каноник познанский (1579), декан познанский (1594)
- Кшиштоф Косцелецкий (ум. 1626), каштелян иновроцлавский (1584), староста накловский
- Катажина Косцелецкая (ок. 1545—1601), жена с 1558 года маршалка великого коронного Анджея Опалинского (1540—1593)
- Регина Косцелецкая, 1-й муж подскарбий великий коронный Якуб Рокоссовский, 2-й муж Войцех Мысельский
- Эльжбета Косцелецкая, жена Яна Потулицкого
- София Косцелецкая, незамужняя